# 2020-as Formula–1 osztrák nagydíj
Az osztrák nagydíj volt a 2020-as Formula–1 világbajnokság első futama, amelyet 2020. július 3. és július 5. között rendeztek meg a Red Bull Ringen, Spielberg városában.
A szezon eredetileg márciusban indult volna az ausztrál nagydíjjal, ám a koronavírusjárvány miatt számos futamot el kellett törölni vagy halasztani, így az osztrák nagydíj lett az év első hivatalosan is megrendezett versenye.

## Választható keverékek
| Abroncs              | Friss | Használt |
| -------------------- | ----- | -------- |
| Kemény keverék (C2)  |       |          |
| Közepes keverék (C3) |       |          |
| Lágy keverék (C4)    |       |          |
| Átmeneti esőgumi (I) |       |          |
| Teljes esőgumi (W)   |       |          |

## Szabadedzések

### Első szabadedzés
Az osztrák nagydíj első szabadedzését július 3-án, pénteken délelőtt tartották, magyar idő szerint 11:00-tól.
| helyezés | versenyző          | csapat/motor          | elért idő | különbség | futott kör |
| -------- | ------------------ | --------------------- | --------- | --------- | ---------- |
| 1        | Lewis Hamilton     | Mercedes              | 1:04,816  | −         | 42         |
| 2        | Valtteri Bottas    | Mercedes              | 1:05,172  | +0,356    | 38         |
| 3        | Max Verstappen     | Red Bull-Honda        | 1:05,418  | +0,602    | 37         |
| 4        | Carlos Sainz Jr.   | McLaren-Renault       | 1:05,431  | +0,615    | 41         |
| 5        | Sergio Pérez       | Racing Point-Mercedes | 1:05,512  | +0,696    | 33         |
| 6        | Lando Norris       | McLaren-Renault       | 1:05,621  | +0,805    | 41         |
| 7        | Alexander Albon    | Red Bull-Honda        | 1:05,701  | +0,885    | 29         |
| 8        | Daniel Ricciardo   | Renault               | 1:05,860  | +1,044    | 29         |
| 9        | Kevin Magnussen    | Haas-Ferrari          | 1:05,907  | +1,091    | 27         |
| 10       | Charles Leclerc    | Ferrari               | 1:05,924  | +1,108    | 31         |
| 11       | Lance Stroll       | Racing Point-Mercedes | 1:06,074  | +1,258    | 34         |
| 12       | Sebastian Vettel   | Ferrari               | 1:06,077  | +1,261    | 32         |
| 13       | Esteban Ocon       | Renault               | 1:06,270  | +1,454    | 22         |
| 14       | Antonio Giovinazzi | Alfa Romeo-Ferrari    | 1:06,360  | +1,544    | 24         |
| 15       | Kimi Räikkönen     | Alfa Romeo-Ferrari    | 1:06,365  | +1,549    | 28         |
| 16       | Pierre Gasly       | AlphaTauri-Honda      | 1:06,404  | +1,588    | 25         |
| 17       | George Russell     | Williams-Mercedes     | 1:06,495  | +1,679    | 27         |
| 18       | Nicholas Latifi    | Williams-Mercedes     | 1:06,906  | +2,090    | 31         |
| 19       | Danyiil Kvjat      | AlphaTauri-Honda      | 1:06,943  | +2,127    | 19         |
| 20       | Romain Grosjean    | Haas-Ferrari          | 1:46,361  | +41,545   | 6          |

### Második szabadedzés
Az osztrák nagydíj második szabadedzését július 3-án, pénteken délután tartották, magyar idő szerint 15:00-tól.
| helyezés | versenyző          | csapat/motor          | elért idő | különbség | futott kör |
| -------- | ------------------ | --------------------- | --------- | --------- | ---------- |
| 1        | Lewis Hamilton     | Mercedes              | 1:04,304  | −         | 42         |
| 2        | Valtteri Bottas    | Mercedes              | 1:04,501  | +0,197    | 37         |
| 3        | Sergio Pérez       | Racing Point-Mercedes | 1:04,945  | +0,641    | 48         |
| 4        | Sebastian Vettel   | Ferrari               | 1:04,961  | +0,657    | 48         |
| 5        | Daniel Ricciardo   | Renault               | 1:04,972  | +0,668    | 36         |
| 6        | Lando Norris       | McLaren-Renault       | 1:05,087  | +0,783    | 38         |
| 7        | Lance Stroll       | Racing Point-Mercedes | 1:05,135  | +0,831    | 48         |
| 8        | Max Verstappen     | Red Bull-Honda        | 1:05,215  | +0,911    | 41         |
| 9        | Charles Leclerc    | Ferrari               | 1:05,298  | +0,994    | 46         |
| 10       | Carlos Sainz Jr.   | McLaren-Renault       | 1:05,352  | +1,048    | 37         |
| 11       | Esteban Ocon       | Renault               | 1:05,415  | +1,111    | 42         |
| 12       | Danyiil Kvjat      | AlphaTauri-Honda      | 1:05,443  | +1,139    | 34         |
| 13       | Alexander Albon    | Red Bull-Honda        | 1:05,453  | +1,149    | 47         |
| 14       | Antonio Giovinazzi | Alfa Romeo-Ferrari    | 1:05,608  | +1,304    | 49         |
| 15       | Kevin Magnussen    | Haas-Ferrari          | 1:05,678  | +1,374    | 44         |
| 16       | Romain Grosjean    | Haas-Ferrari          | 1:05,908  | +1,604    | 50         |
| 17       | Pierre Gasly       | AlphaTauri-Honda      | 1:06,016  | +1,712    | 51         |
| 18       | George Russell     | Williams-Mercedes     | 1:06,125  | +1,821    | 40         |
| 19       | Kimi Räikkönen     | Alfa Romeo-Ferrari    | 1:06,278  | +1,974    | 44         |
| 20       | Nicholas Latifi    | Williams-Mercedes     | 1:07,124  | +2,820    | 45         |

### Harmadik szabadedzés
Az osztrák nagydíj harmadik szabadedzését július 4-én, szombaton délelőtt tartották, magyar idő szerint 12:00-tól.
| helyezés | versenyző          | csapat/motor          | elért idő | különbség | futott kör |
| -------- | ------------------ | --------------------- | --------- | --------- | ---------- |
| 1        | Lewis Hamilton     | Mercedes              | 1:04,130  | −         | 21         |
| 2        | Valtteri Bottas    | Mercedes              | 1:04,277  | +0,147    | 22         |
| 3        | Max Verstappen     | Red Bull-Honda        | 1:04,413  | +0,283    | 20         |
| 4        | Sergio Pérez       | Racing Point-Mercedes | 1:04,605  | +0,475    | 19         |
| 5        | Charles Leclerc    | Ferrari               | 1:04,703  | +0,573    | 19         |
| 6        | Alexander Albon    | Red Bull-Honda        | 1:04,725  | +0,595    | 22         |
| 7        | Sebastian Vettel   | Ferrari               | 1:04,851  | +0,721    | 20         |
| 8        | Lance Stroll       | Racing Point-Mercedes | 1:04,918  | +0,788    | 18         |
| 9        | Pierre Gasly       | AlphaTauri-Honda      | 1:04,949  | +0,819    | 19         |
| 10       | Lando Norris       | McLaren-Renault       | 1:04,950  | +0,820    | 22         |
| 11       | Esteban Ocon       | Renault               | 1:05,037  | +0,907    | 11         |
| 12       | Daniel Ricciardo   | Renault               | 1:05,088  | +0,958    | 13         |
| 13       | Carlos Sainz Jr.   | McLaren-Renault       | 1:05,177  | +1,047    | 24         |
| 14       | Danyiil Kvjat      | AlphaTauri-Honda      | 1:05,290  | +1,160    | 24         |
| 15       | Romain Grosjean    | Haas-Ferrari          | 1:05,363  | +1,233    | 18         |
| 16       | George Russell     | Williams-Mercedes     | 1:05,565  | +1,435    | 21         |
| 17       | Kevin Magnussen    | Haas-Ferrari          | 1:05,648  | +1,518    | 18         |
| 18       | Antonio Giovinazzi | Alfa Romeo-Ferrari    | 1:05,654  | +1,524    | 16         |
| 19       | Kimi Räikkönen     | Alfa Romeo-Ferrari    | 1:05,773  | +1,643    | 19         |
| 20       | Nicholas Latifi    | Williams-Mercedes     | 1:07,049  | +2,919    | 6          |

## Időmérő edzés
Az osztrák nagydíj időmérő edzését július 4-én, szombaton futották, magyar idő szerint 15:00-tól.
| helyezés              | rajtszám | versenyző          | csapat/motor          | 1. rész  | 2. rész  | 3. rész  | rajthely | futott kör |
| --------------------- | -------- | ------------------ | --------------------- | -------- | -------- | -------- | -------- | ---------- |
| 1                     | 77       | Valtteri Bottas    | Mercedes              | 1:04,111 | 1:03,015 | 1:02,939 | 1        | 19         |
| 2                     | 44       | Lewis Hamilton     | Mercedes              | 1:04,198 | 1:03,096 | 1:02,951 | 5[1]     | 21         |
| 3                     | 33       | Max Verstappen     | Red Bull-Honda        | 1:04,024 | 1:04,000 | 1:03,477 | 2        | 23         |
| 4                     | 4        | Lando Norris       | McLaren-Renault       | 1:04,606 | 1:03,819 | 1:03,626 | 3        | 17         |
| 5                     | 23       | Alexander Albon    | Red Bull-Honda        | 1:04,661 | 1:03,746 | 1:03,868 | 4[2]     | 18         |
| 6                     | 11       | Sergio Pérez       | Racing Point-Mercedes | 1:04,543 | 1:03,860 | 1:03,868 | 6[2]     | 19         |
| 7                     | 16       | Charles Leclerc    | Ferrari               | 1:04,500 | 1:04,041 | 1:03,923 | 7        | 20         |
| 8                     | 55       | Carlos Sainz Jr.   | McLaren-Renault       | 1:04,537 | 1:03,971 | 1:03,971 | 8        | 18         |
| 9                     | 18       | Lance Stroll       | Racing Point-Mercedes | 1:04,309 | 1:03,955 | 1:04,029 | 9        | 17         |
| 10                    | 3        | Daniel Ricciardo   | Renault               | 1:04,556 | 1:04,023 | 1:04,239 | 10       | 15         |
| 11                    | 5        | Sebastian Vettel   | Ferrari               | 1:04,554 | 1:04,206 |          | 11       | 13         |
| 12                    | 10       | Pierre Gasly       | AlphaTauri-Honda      | 1:04,603 | 1:04,305 |          | 12       | 14         |
| 13                    | 26       | Danyiil Kvjat      | AlphaTauri-Honda      | 1:05,031 | 1:04,431 |          | 13       | 14         |
| 14                    | 31       | Esteban Ocon       | Renault               | 1:04,933 | 1:04,643 |          | 14       | 12         |
| 15                    | 8        | Romain Grosjean    | Haas-Ferrari          | 1:05,094 | 1:04,691 |          | 15       | 14         |
| 16                    | 20       | Kevin Magnussen    | Haas-Ferrari          | 1:05,164 |          |          | 16       | 8          |
| 17                    | 63       | George Russell     | Williams-Mercedes     | 1:05,167 |          |          | 17       | 10         |
| 18                    | 99       | Antonio Giovinazzi | Alfa Romeo-Ferrari    | 1:05,175 |          |          | 18       | 8          |
| 19                    | 7        | Kimi Räikkönen     | Alfa Romeo-Ferrari    | 1:05,224 |          |          | 19       | 9          |
| 20                    | 6        | Nicholas Latifi    | Williams-Mercedes     | 1:05,757 |          |          | 20       | 12         |
| 107%-os idő: 1:08,505 |          |                    |                       |          |          |          |          |            |

Megjegyzés:
- ↑ 1:  — Lewis Hamilton a Q3 során figyelmen kívül hagyta a sárga zászlót, így 3 rajthelyes büntetést kapott a futamra.[3]
- ↑ 2:  — Alexander Albon és Sergio Pérez egyforma időt autóztak, de mivel Albon előbb érte el ezt az időt, ezért ő indulhatott az 5. pozícióból (amely Hamilton büntetése után a 4. pozícióra módosult).

## Futam
Az osztrák nagydíj futama július 5-én, vasárnap rajtolt, magyar idő szerint 15:10-kor.
| helyezés | rajtszám | versenyző          | csapat/motor          | futott kör | idő/kiesés oka  | rajthely | abroncs | pont  |
| -------- | -------- | ------------------ | --------------------- | ---------- | --------------- | -------- | ------- | ----- |
| 1        | 77       | Valtteri Bottas    | Mercedes              | 71         | 1:30:55,739     | 1        |         | 25    |
| 2        | 16       | Charles Leclerc    | Ferrari               | 71         | +2,700          | 7        |         | 18    |
| 3        | 4        | Lando Norris       | McLaren-Renault       | 71         | +5,491          | 3        |         | 16[3] |
| 4        | 44       | Lewis Hamilton     | Mercedes              | 71         | +5,689[4]       | 5        |         | 12    |
| 5        | 55       | Carlos Sainz Jr.   | McLaren-Renault       | 71         | +8,903          | 8        |         | 10    |
| 6        | 11       | Sergio Pérez       | Racing Point-Mercedes | 71         | +15,092[5]      | 6        |         | 8     |
| 7        | 10       | Pierre Gasly       | AlphaTauri-Honda      | 71         | +16,682         | 12       |         | 6     |
| 8        | 31       | Esteban Ocon       | Renault               | 71         | +17,456         | 14       |         | 4     |
| 9        | 99       | Antonio Giovinazzi | Alfa Romeo-Ferrari    | 71         | +21,146         | 18       |         | 2     |
| 10       | 5        | Sebastian Vettel   | Ferrari               | 71         | +24,545         | 11       |         | 1     |
| 11       | 6        | Nicholas Latifi    | Williams-Mercedes     | 71         | +31,650         | 20       |         |       |
| 12[6]    | 26       | Danyiil Kvjat      | AlphaTauri-Honda      | 67         | defekt          | 13       |         |       |
| 13[6]    | 23       | Alexander Albon    | Red Bull-Honda        | 67         | elektronika     | 4        |         |       |
| ki       | 7        | Kimi Räikkönen     | Alfa Romeo-Ferrari    | 53         | kerék           | 19       |         |       |
| ki       | 63       | George Russell     | Williams-Mercedes     | 49         | üzemanyagnyomás | 17       |         |       |
| ki       | 8        | Romain Grosjean    | Haas-Ferrari          | 49         | fékek           | 15       |         |       |
| ki       | 20       | Kevin Magnussen    | Haas-Ferrari          | 24         | kicsúszás       | 16       |         |       |
| ki       | 18       | Lance Stroll       | Racing Point-Mercedes | 20         | erőforrás       | 9        |         |       |
| ki       | 3        | Daniel Ricciardo   | Renault               | 17         | túlmelegedés    | 10       |         |       |
| ki       | 33       | Max Verstappen     | Red Bull-Honda        | 11         | elektronika     | 2        |         |       |

Megjegyzés:
- ↑ 3:  — Lando Norris a helyezéséért járó pontok mellett a versenyben futott leggyorsabb körért további 1 pontot szerzett.
- ↑ 4:  — Lewis Hamilton a 2. helyen ért célba, ám 5 másodperces időbüntetést kapott az Albonnal történt ütközéséért, ezzel visszacsúszott a 4. helyre.[5]
- ↑ 5:  — Sergio Pérez 5 másodperces időbüntetést kapott a boxutcában való sebességtúllépésért, de helyezését ez nem befolyásolta.[5]
- ↑ 6:  — Danyiil Kvjat és Alexander Albon nem fejezték be a versenyt, de helyezésüket értékelték, mert a versenytáv több, mint 90%-át teljesítették.

## A világbajnokság állása a verseny után
| H   | Versenyzők         | Pont | H   | Konstruktőrök         | Pont |
| --- | ------------------ | ---- | --- | --------------------- | ---- |
| 1.  | Valtteri Bottas    | 25   | 1.  | Mercedes              | 37   |
| 2.  | Charles Leclerc    | 18   | 2.  | McLaren-Renault       | 26   |
| 3.  | Lando Norris       | 16   | 3.  | Ferrari               | 19   |
| 4.  | Lewis Hamilton     | 12   | 4.  | Racing Point-Mercedes | 8    |
| 5.  | Carlos Sainz Jr.   | 10   | 5.  | AlphaTauri-Honda      | 6    |
| 6.  | Sergio Pérez       | 8    | 6.  | Renault               | 4    |
| 7.  | Pierre Gasly       | 6    | 7.  | Alfa Romeo-Ferrari    | 2    |
| 8.  | Esteban Ocon       | 4    | 8.  | Williams-Mercedes     | 0    |
| 9.  | Antonio Giovinazzi | 2    | 9.  | Red Bull-Honda        | 0    |
| 10. | Sebastian Vettel   | 1    | 10. | Haas-Ferrari          | 0    |

(A teljes táblázat)

## Statisztikák
- Vezető helyen:
  - Valtteri Bottas: 71 kör (1-71)
- Valtteri Bottas 12. pole-pozíciója és 8. futamgyőzelme.
- Lando Norris 1. versenyben futott leggyorsabb köre.
- A Mercedes 103. futamgyőzelme.
- Valtteri Bottas 46., Charles Leclerc 11., Lando Norris 1. dobogós helyezése.
- Nicholas Latifi első Formula–1-es nagydíja.[6]
- A 2019-es szezonzáró abu-dzabi nagydíj és a 2020-as osztrák nagydíj között 217 nap telt el, két Formula–1-es verseny (illetve szezon) között utoljára 1960 és 1961 között volt ennél nagyobb szünet,[7] továbbá sosem kezdődött még ennyire késői időpontban egyetlen szezon sem a sportág történelmében. Első alkalommal fordult elő továbbá 1966 óta, hogy a szezonnyitó futamot európai helyszínen rendezzék meg.[8]